# Elez Han (gmina)
Elez Han (cyr. Елез Хан, alb. Han i Elezit) – gmina w Kosowie w regionie Uroševac. Ma około 83 km² powierzchni i jest zamieszkana przez 10 111 osób (szacunki na 2022 rok). Głównym miastem jest Đeneral Janković.
W czasie spisu powszechnego z 1991 gmina nie istniała, stąd brak danych z tego okresu co do szczegółowej liczby ludności. Według spisu z 2011 roku w gminie mieszkało 9 357 Albańczyków oraz 42 Bośniaków.
Gospodarkę gminy stanowią głównie rolnictwo, produkcja cementu i plastiku oraz niewielkie przedsiębiorstwa handlowe.